# Hesperapis fulvipes
Hesperapis fulvipes là một loài ong trong họ Melittidae. Loài này được Crawford miêu tả khoa học đầu tiên năm 1917.